# Bald Wyntin
Bald Wyntin (Oostende, 4 juni 1966) is een Belgisch componist, muziekpedagoog, organist en pianist.

## Levensloop
Wyntin studeerde aan het Koninklijk Conservatorium te Brussel en behaalde eerste prijzen voor solfège bij Jos Swinnen, harmonieleer bij Jan D'Haene, muziekgeschiedenis bij Christian de Lannoy, contrapunt bij Raphael D'Haene en fuga bij eveneens Raphael D'Haene. Aldaar behaalde hij ook het Master of Music-diploma. Vervolgens volgde hij verschillende masterclasses, bij onder andere André De Groote (piano), bij Eric Feremans (elektronische muziek) alsook bij Katia Veekmans (liedbegeleiding).
Vanaf 1997 is hij docent notenleer aan het conservatorium van Brugge en sinds 1995 aan de Stedelijke muziek-academie te Blankenberge. Als organist is hij werkzaam aan de Bergerorgel van de St.-Rikierskerk in Bredene-Dorp.
Als componist schreef hij meerdere werken voor verschillende genres.

## Composities

### Werken voor orkest
- Concertino, voor hoorn en orkest
- Il Nascituro Giocherellone, voor hoorn en orkest
- L'Atessa del Mattino, voor hoorn en orkest
- Sogni del Bambino, voor viool en orkest

### Werken voor harmonie- en fanfareorkesten
- 2005 Alake
- 2005 Idylle, voor hobo en harmonieorkest
- 2006 No Nonsense
- 2007 College March (opgedragen aan het Koninklijke Jeugd-orkest van het "Onze-Lieve-Vrouw College" - Oostende o.l.v. Arne Wyntin)
- 2007 Introduction, Meditation and Dance
- 2008 A La Nanita Nana, voor gemengd koor en harmonie- of fanfareorkest
- 2008 Ay Si ! Ay No !, voor gemengd koor en harmonie- of fanfareorkest
- 2008 Blow Blow Thou Winter Wind, voor gemengd koor en harmonie- of fanfareorkest - tekst: William Shakespeare (1564 – 1616)
- 2008 Oggi È Nato, voor gemengd koor en harmonie- of fanfareorkest
- 2008 So Now Is Come Our Joyful Feast
- 2008 El Sitio, voor trompet en harmonie- of fanfareorkest (geschreven aan de 400-jaar-viering van de Beleg van Oostende en opgedragen aan José Lantsoght)
- 2008 Michaud Michaud
- 2009 Townscape
  1. The Train
  2. Jetskiing (Presto)
  3. Nocturne: The Windmill by Night (Quasi lento)
  4. Finale

### Werken voor koren
- Drie gedichten, voor gemengd koor - tekst: P. van Langendonck

### Kamermuziek
- 2003 Bicycle Ride on a Sunny Day, voor dwarsfluit en piano
- 2005 Fiftyfifty, voor viool en piano
- Holiday Rock, voor altsaxofoon (of tenorsaxofoon, of baritonsaxofoon)
- Incantatie, voor klarinet en piano
- Oboephonic, voor hobo, althobo en piano

### Werken voor orgel
- Variaties op een koraal

### Werken voor piano
- Jocque